# Jim Terlingen

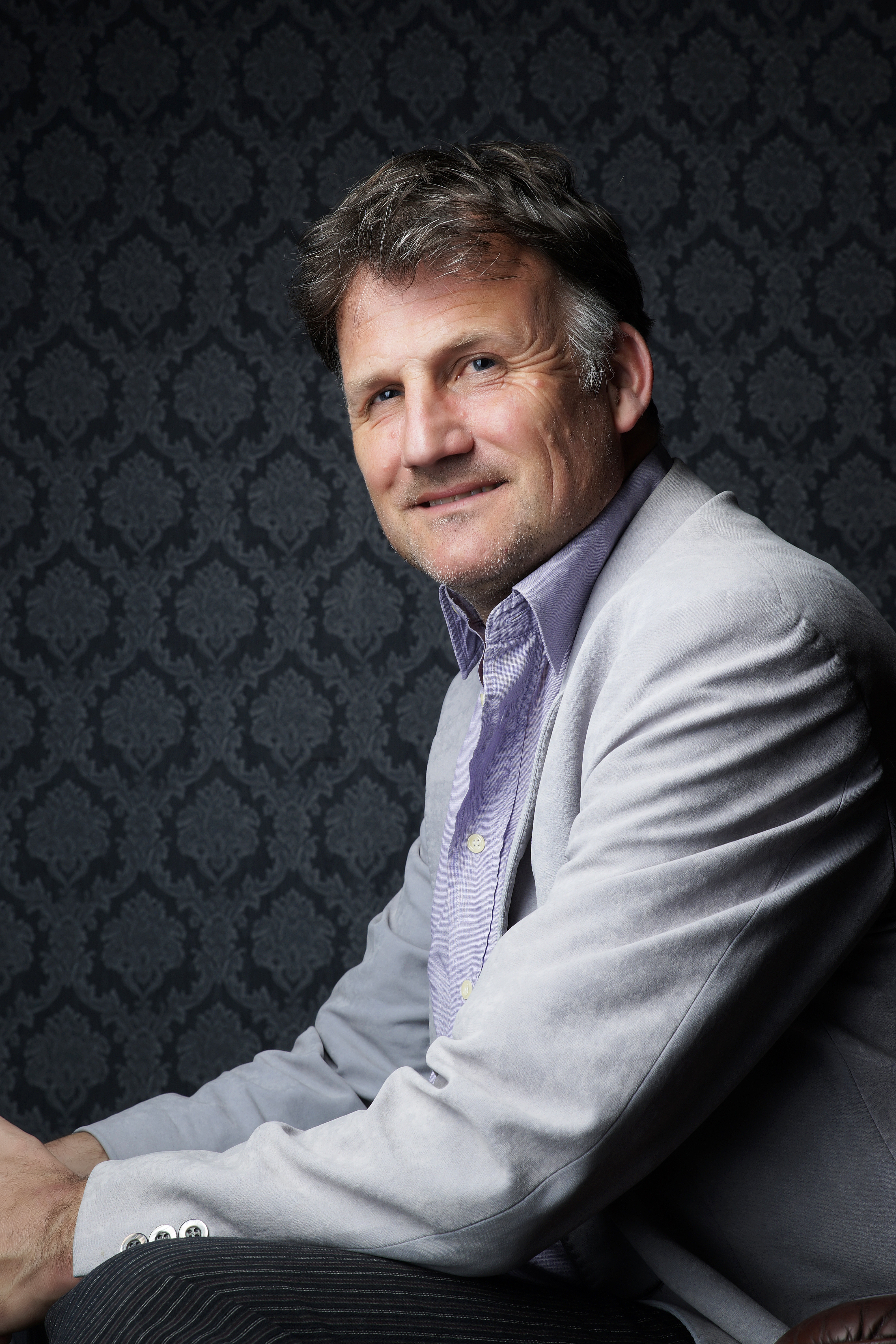
Jim Terlingen

Jim Terlingen (Utrecht, 24 november 1965) is een Nederlands (onderzoeks)journalist, schrijver en historisch onderzoeker. Terlingen publiceert veel over (joodse) verhalen uit de Tweede Wereldoorlog. 
Terlingen is onder meer de ontdekker van fouten op het Joods Monument in Utrecht   Hij is ook de brenger van het nieuws dat er veel mis is met de namen van gefusilleerden die vermeld staan bij het herdenkingsmonument van Fort De Bilt. 
Verder bracht hij naar buiten dat Betje Boerhave een fictief personage is, bedacht door een veroordeeld NSB'er   en hij ontdekte dat het woord 'Utrechtenaar' pas na de oorlog door het Utrechts Nieuwsblad in de ban werd gedaan. Samen met onderzoeker Olaf Graeff ontdekte hij dat er veel fouten zaten in de straatnamen van verzetsstrijdsters in de buurt De Nieuwe Defensie. 
Samen met Victor Frederik ontdekte Terlingen de naam van een joods meisje op een iconische foto uit 1942 van Nico Jesse  én hij is degene die voor het eerst uitgebreid schreef over het NSB-interneringskamp Kamp Rhijnauwen, net buiten de stad Utrecht.
In 2022 verscheen zijn boek De Joodse Raad van Utrecht, over de Utrechtse afdeling van de Joodse Raad  . In 2016 verscheen van zijn hand Schaduw over Zonneschijn, over een kindertehuis in Zeist tijdens de Tweede Wereldoorlog. Begin 2024 kondigde hij aan dat hij bezig is met een boek over verzetsvrouw Trui van Lier.
Terlingen schrijft veel voor de Utrechtse website Nieuws030. Hij deed zelf als spreker zeven keer mee aan het jaarlijkse evenement Open Joodse Huizen - Huizen van Verzet, de laatste keer in 2025.
Jim Terlingen is een kleinzoon van tekenaar Jul. Terlingen en een neef van onderzoeksjournalist Sanne Terlingen.